# Literatura, Język i Kultura Japonii

Flaga Japonii stanowiąca wzór dla logo serii

Literatura, Język i Kultura Japonii – seria książek naukowych publikowanych w Krakowie przez Wydawnictwo Uniwersytetu Jagiellońskiego, poświęcona zagadnieniom japonistyki. Autorami są japoniści polscy i zagraniczni, a tematyka wydanych dotychczas pozycji obejmuje literaturę współczesną i klasyczną (wraz z zagadnieniami kulturowymi) oraz językoznawstwo.
Wszystkie tomy publikowane są w jednolitej szacie graficznej (jedynym elementem zmiennym jest dolna część przedniej okładki) z charakterystycznym logo, wzorowanym na fladze Japonii, z wpisanymi w czerwony okrąg białymi literami ljkj. Każda pozycja liczy od 100 do 450 stron i ma format 160 × 230 mm.

## Spis tytułów
Do 2020 r. w serii „Literatura, Język i Kultura Japonii” ukazały się następujące tomy:
1. Mikołaj Melanowicz, Formy w literaturze japońskiej, WUJ, Kraków 2003, str. 287, ISBN 83-233-1681-3
2. Krzysztof Olszewski, Ki no Tsurayuki a poszukiwanie tożsamości kulturowej w literaturze japońskiej X wieku, WUJ, Kraków 2003, str. 152, ISBN 83-233-1660-0
3. Mikołaj Melanowicz, Japońskie narracje. Studia o pisarzach współczesnych, WUJ, Kraków 2004, str. 243, ISBN 83-233-1926-X
4. Marcin Hołda, Przymiotniki i czasowniki japońskie jako kategorie leksykalne, WUJ, Kraków 2006, str. 204, ISBN 83-233-2106-X
5. Aleksandra Szczechla, Kobieca tożsamość w narracji. Proza Yūko Tsushimy, WUJ, Kraków 2007, str. 171, ISBN 978-83-233-2332-7
6. Tomasz Majtczak, Japońskie klasy czasownikowe w perspektywie diachronicznej, WUJ, Kraków 2008, str. 147, ISBN 978-83-233-2535-2
7. Joanna Rokimi Marszewska, Japońska wyspa Ikema. Środowisko i język, WUJ, Kraków 2010, str. 225, ISBN 978-83-233-2839-1
8. Bartosz T. Wojciechowski, Nadawca i adresat w języku japońskim. W kręgu semiotyki kulturowej i pragmatyki komunikacji, WUJ, Kraków 2011, str. 264, ISBN 978-83-233-3228-2
9. Jarosław A. Pietrow, Kategoryzacja kwantytatywna w języku japońskim, WUJ, Kraków 2011, str. 436, ISBN 978-83-233-3297-8
10. Arkadiusz Jabłoński, Honoryfikatywność japońska. Semiotyka a pragmatyka, WUJ, Kraków 2012, str. 269, ISBN 978-83-233-3156-8
11. Bartosz T. Wojciechowski, Dekodowanie «ki». Językowa wizja świata wewnętrznego człowieka w japońszczyźnie, WUJ, Kraków 2013, str. 346, ISBN 978-83-233-3591-7
12. «Inishie manabi, aratashiki manabi». Studia japonistyczne dedykowane Mikołajowi Melanowiczowi, red. Romuald Huszcza, WUJ, Kraków 2013, str. 282, ISBN 978-83-233-2435-5
13. Joanna Wolska-Lenarczyk, Epifania pustki. Wizja pięknej śmierci w «Hōjō no umi» Yukio Mishimy (1925-1970), WUJ, Kraków 2014, str. 261, ISBN 978-83-233-3613-6
14. Katarzyna Sonnenberg, Opowiadanie siebie. Autobiografizm Higuchi Ichiyō, WUJ, Kraków 2014, str. 248, ISBN 978-83-233-3653-2
15. Dariusz Głuch, «Kanbun» – tekst klasycznochiński w środowisku językowym japońszczyzny. Grafemiczna pragmatyka kontaktu dwujęzycznego a skodyfikowane procedury przekładu, WUJ, Kraków 2015, str. 230, ISBN 978-83-233-3972-4
16. Katarzyna Sonnenberg, At the Roots of the Modern Novel. A Comparative Reading of Ihara Saikaku’s «The Life of an Amorous Woman» and Daniel Defoe’s «Moll Flanders», WUJ, Kraków 2015, str. 117, ISBN 978-83-233-3904-5[b]
17. W kręgu «Kokoro». O literackich i pozaliterackich kontekstach «Sedna rzeczy» Natsumego Sōsekiego, red. Iwona Kordzińska-Nawrocka, Katarzyna Sonnenberg, Aleksandra Szczechla, WUJ, Kraków 2017, str. 182, ISBN 978-83-233-4251-9[c]
18. Senri Sonoyama, Poetyka i pragmatyka pieśni «waka» w dworskiej komunikacji literackiej okresu Heian (794–1185), WUJ, Kraków 2019, str. 323, ISBN 978-83-233-4697-5[c]
19. Patrycja Duc-Harada, Japoński socjolekt młodzieżowy jako manifestacja świadomości językowej młodego pokolenia, WUJ, Kraków 2020, str. 360, ISBN 978-83-233-4786-6
20. W kręgu «Yukiguni». Język i sztuka pisarska Kawabaty Yasunariego, red. Romuald Huszcza, Katarzyna Sonnenberg-Musiał, Aleksandra Szczechla, WUJ, Kraków 2020, str. 327, ISBN 978-83-233-4878-8[c]